# Cotognata
La cotognata (dulce de membrillo o carne de membrillo in spagnolo, marmelada in portoghese, codonyat in catalano) è un dolce fatto con la mela cotogna.

## Caratteristiche
È una pasta gelatinosa, soda, dolce e rossiccia fatta con la mela cotogna, con l'aggiunta di zucchero e acqua e cucinato a fuoco lento.

## Diffusione
Di origine italiana, spagnola e portoghese. È molto diffusa anche in America Latina (Argentina, Cile, Messico, Uruguay).
In Italia questo dolce è diffuso nella Sicilia orientale, in alcune zone della Calabria e della Puglia e nel Basso Lodigiano, soprattutto a Codogno, oltreché in Liguria.